# 園田事件
園田事件（そのだじけん）は、日本の園田競馬場（兵庫県尼崎市）において、競走の成立に関する審判が原因となって起こった暴動である。園田焼き討ち事件、園田騒擾事件、スマノダイドウ事件などともいわれる。

## 概要
1974年1月30日、園田競馬場第8競走でアングロアラブの強豪馬であるタイムラインとスマノダイドウの対決が実現した。
この競走では、まず、スタート時のゲートが開くタイミングが4頭だけ遅れるカンパイと呼ばれるアクシデントが発生した。その後、ゲートの調整を行い、2度目のスタートが切られたが、今度はタイムラインとスマノダイドウの2頭だけゲートが開くタイミングが遅れてしまった。しかし、一度カンパイを行い、発走時刻が大幅に遅れたこともあり、競走はそのまま続行され、圧倒的人気の2頭は後方からレースを進めたものの、結局、スマノダイドウは3位、タイムラインは4位で入線。その後、観客からスタートの遅れを指摘する声が相次ぎ、これを受けて主催者は競走不成立を発表した。
これに対し、本来、的中馬券であった馬券を所持する観客を中心に不満を訴える声が殺到し、一部が暴徒化、競馬場施設の占拠および施設への放火、売上金の強盗などを内容とする暴動が発生、第9競走以降は続行不可能となり、不明金額7600万円、備品などの損害金額は3600万円に上った。
事件を受けて、兵庫県競馬組合は競馬開催を3開催18日間自粛し、また、競馬開催そのものの廃止が検討される事態となった。